# Сириано
Сириано (Chiranga, Cirnga, Sarirá, Si-Ra, Siriana, Siriane, Siriano, Sura Masa, Surianá, Surirá, Suryana) — туканский язык, на котором говорит народ сириано, который проживает в районах рек Вина и Пака департамента Ваупес в Колумбии, несколько человек в городе Сан-Габриэль штата Амазонас в Бразилии.
Алфавит на латинской основе: A a, B b, C c, D d, E e, G g, I i, J j, M m, N n, Ñ ñ, O o, P p, R r, S s, T t, U u, Ʉ ʉ, W w, Y y.